# HEG - Himmerlands Erhvervs- og Gymnasieuddannelser
HEG - Himmerlands Erhvervs- og Gymnasieuddannelser (indtil 2020 Erhvervsskolerne Aars) er en institution med uddannelsessteder i Aars og Hobro.

## Uddannelser på Erhvervsskolerne Aars

### Gymnasiale uddannelser
- Handelsgymnasium – hhx
- Teknisk gymnasium – htx

### Erhvervsuddannelser
- Teknologi, byggeri og transport
- Smed
- Fødevarer, jordbrug og oplevelser
- Ernæringsassistent/-hjælper
- Kontor, handel og forretningsservice
- Salgsassistent
- Handelsassistent
- Kontorassistent
- Entreprenør- og landbrugsmaskinuddannelsen